# Dvarapala
Dvarapala (sânscrito), nas culturas influenciadas pelo budismo,  é um guardião de portas ou portões, muitas vezes retratado como um temível guerreiro gigante, armado com uma maça. 
A estátua de dvarapala é um elemento arquitetônico generalizada em toda as culturas hindus e budistas, bem como nas áreas influenciadas por eles como Java.

## Nomes
Estas figuras protetoras têm nomes diferentes, como Vighnāntaka ou Thotsakhirithon (Thai: ทศ คีรี ธร), de acordo com o local, região ou período de tempo, mas o nome mais difundido é Dvarapala, utilizado nas principais línguas do Sudeste Asiático (Tailândia , birmaneses, vietnamitas, Khmer e javanês). O nome relacionado em bahasa da Malásia e Bahasa Indonesia é dwarapala. Guardiões de portas equivalentes em idiomas asiáticos do norte são Kongōrikishi ou nio em japonês, Heng Ha Er Jiang em chinês, e Narayeongeumgang em coreano.

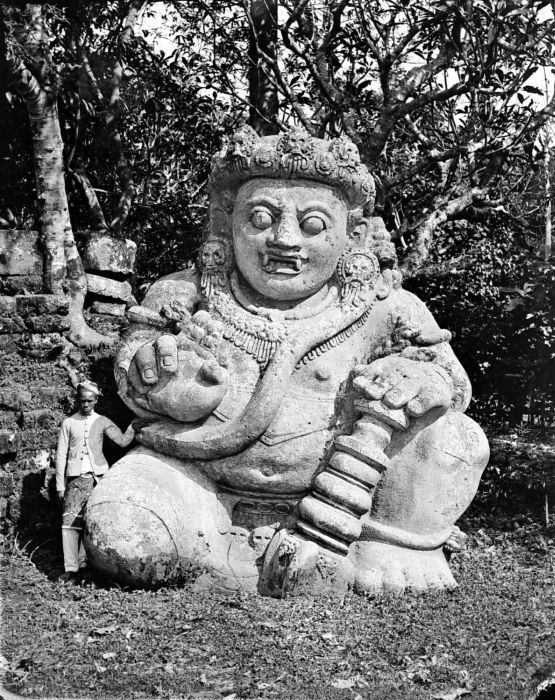
O maior conheciso, estátua em pedra, em Java.
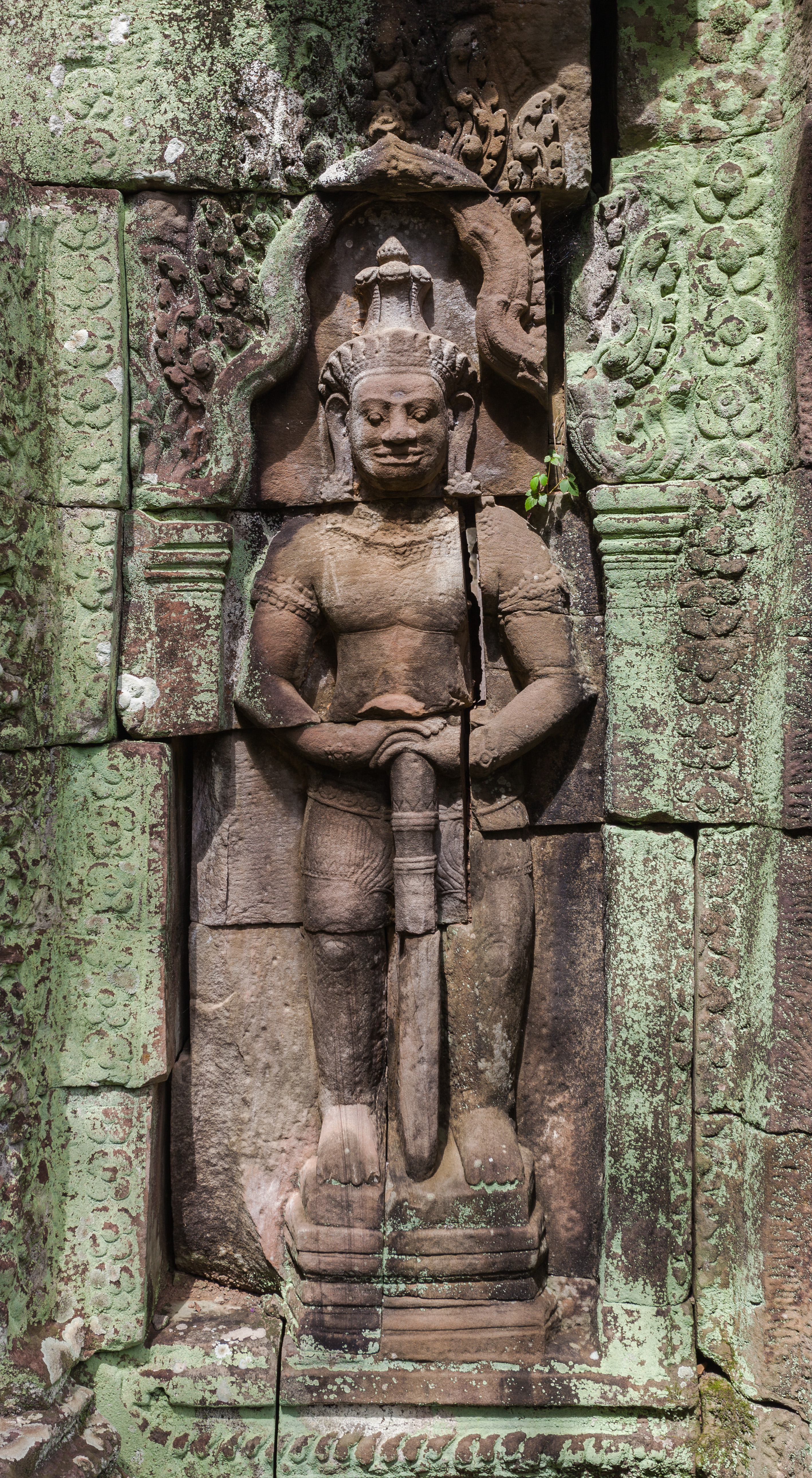
Dvarapala em Angkor, Camboja
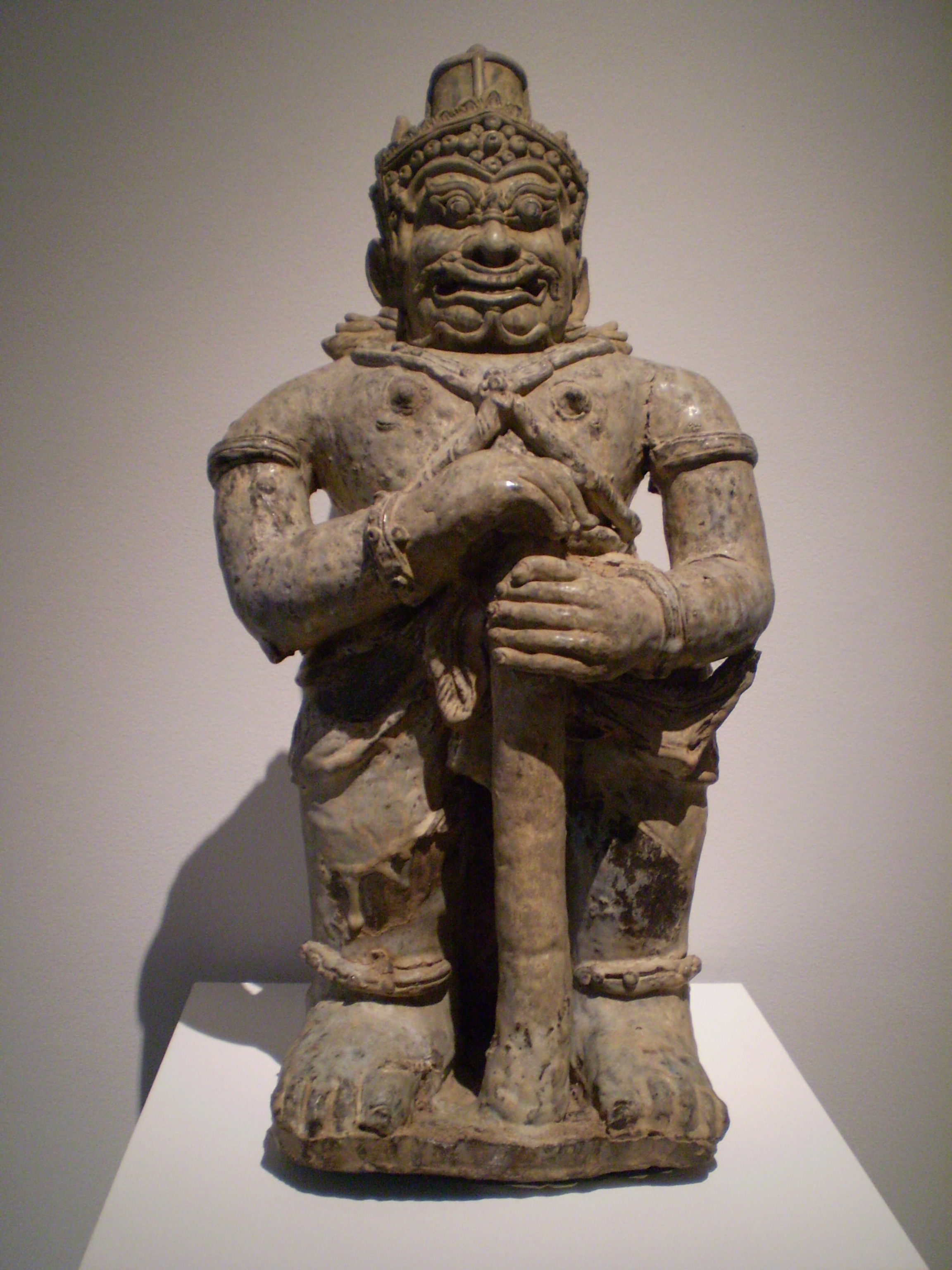
do século XIV Tailândia.
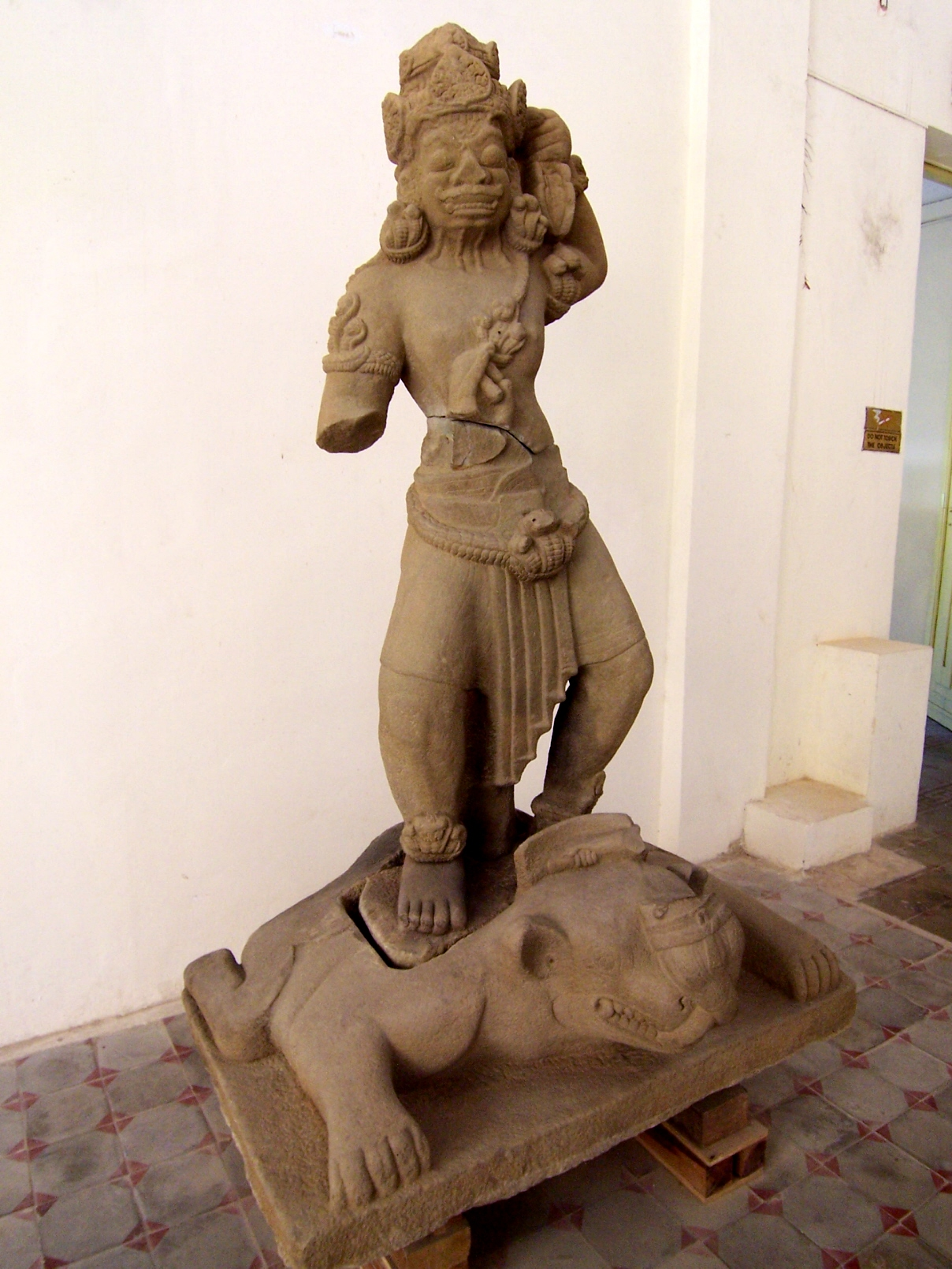
Do final do século IX, em Champa, Vietnam.
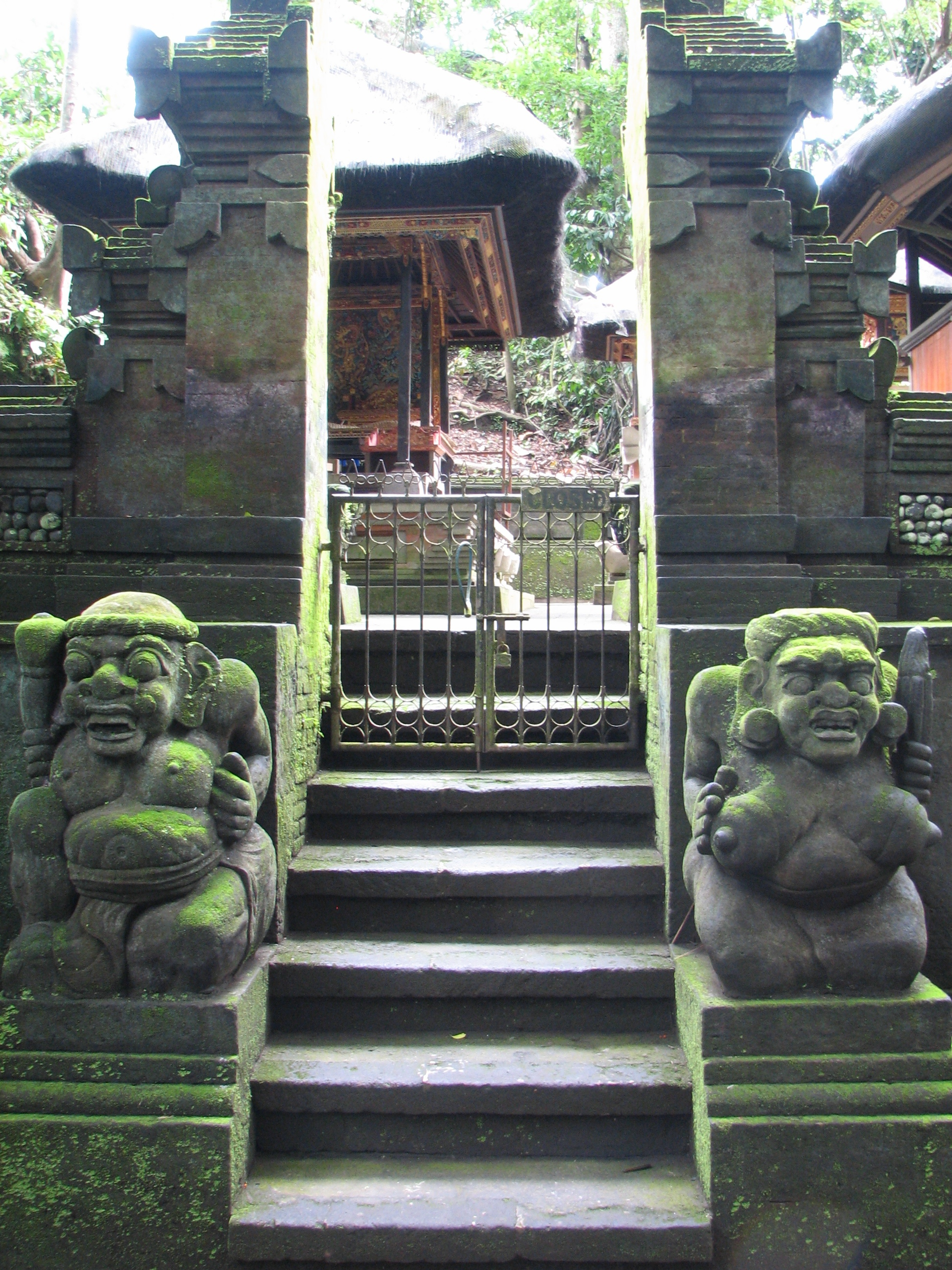
Par de guardiões, masculino e feminino, guardando um portão num templo hindu em Bali.
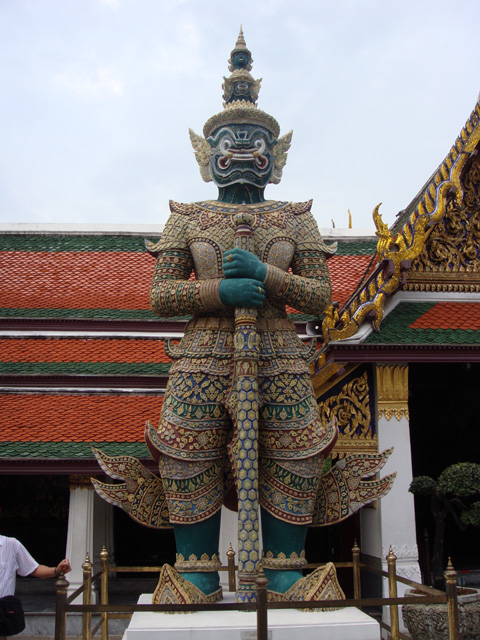
Dvarapala no Grande Palácio de Bangkok.